# La última cena (programa de televisión)
La última cena fue un programa de televisión que se emitió en Telecinco entre el 22 de mayo de 2020 y el 2 de septiembre de 2021. El programa culinario contó con Paz Padilla como presentadora y con Núria Marín —o Germán González en su sustitución— para recoger las opiniones de los comensales. En su primera temporada (incluidos los especiales navideños), el espacio fue conducido por Jorge Javier Vázquez, siendo sustituido por Carlota Corredera cuando este participó como concursante.

## Formato
En La última cena, varios personajes conocidos (en la primera temporada, colaboradores y rostros habituales de Sálvame) compiten entre ellos preparando por parejas una cena compuesta por dos platos y un postre para varias personas en un tiempo limitado, yendo incluso al mercado a comprar los ingredientes. El cocinado empieza por la tarde, durante la emisión de Sálvame Tomate, para que los anfitriones terminen de preparar sus elaboraciones con tiempo. Una vez finalizada la velada, sus elaboraciones son juzgadas y puntuadas por los compañeros, la audiencia y dos cocineros profesionales. Sin embargo, no se revelan los puntos de la audiencia hasta la semifinal de la edición, cuando estos se suman a los ya recibidos y se realiza una clasificación. Así, las dos parejas más votadas se enfrentan a un duelo en la final y los ganadores del televoto obtienen un premio de 20.000€ para donarlo a la causa benéfica que deseen. Cabe destacar también que, en algunos programas, los participantes pueden hacer uso de los llamados "sobres de Judas", en los que cada invitado puede escribir cualquier crítica hacia los cocineros, los comensales, los platos, etc. de manera anónima; llevar a cabo retos propuestos por el programa o por el azar, o cantar al estilo del programa Furor, entre otras cosas.

## Equipo

### Presentadores
| Presentador          | Temporada | Temporada | Temporada |
| Presentador          | 1         | Especial  | 2         |
| Año                  | 2020      | 2020      | 2021      |
| -------------------- | --------- | --------- | --------- |
| Jorge Javier Vázquez |           |           |           |
| Núria Marín          |           |           |           |
| Carlota Corredera    |           |           |           |
| Paz Padilla          |           |           |           |
| Germán González      |           |           |           |

### Jurado
| Jurado         | Temporada | Temporada | Temporada |
| Jurado         | 1         | Especial  | 2         |
| Año            | 2020      | 2020      | 2021      |
| -------------- | --------- | --------- | --------- |
| Begoña Rodrigo |           |           |           |
| Sergi Arola    |           |           |           |
| Miguel Cobo    |           |           |           |
| Pepe Solla     |           |           |           |

     Integrante titular

     Integrante sustituto

## La última cena 1 (2020)

### Presentadores
| [ 5 ]                | Procedencia         | Edad    | Profesión                 | Información            | Programas | Programas | Programas | Programas | Programas | Programas | Programas | Programas | Programas | Programas |
| [ 5 ]                | Procedencia         | Edad    | Profesión                 | Información            | 1         | 2         | 3         | 4         | 5         | 6         | 7         | 8         | 9         | 10        |
| -------------------- | ------------------- | ------- | ------------------------- | ---------------------- | --------- | --------- | --------- | --------- | --------- | --------- | --------- | --------- | --------- | --------- |
| Jorge Javier Vázquez | Badalona            | 49 años | Presentador y actor       | Presentador titular    |           |           |           |           |           |           |           |           |           |           |
| Núria Marín          | Viella y Medio Arán | 38 años | Presentadora y periodista | Presentadora titular   |           |           |           |           |           |           |           |           |           |           |
| Carlota Corredera    | Vigo                | 45 años | Periodista y presentadora | Presentadora sustituta |           |           |           |           |           |           |           |           |           |           |

### Jurado titular
| [ 6 ]          | Procedencia | Edad    | Profesión                                                     | Programas |
| [ 6 ]          | Procedencia | Edad    | Profesión                                                     | 1 - 10    |
| -------------- | ----------- | ------- | ------------------------------------------------------------- | --------- |
| Begoña Rodrigo | Chirivella  | 44 años | Chef y propietaria del rte. La Salita, ganadora de Top Chef 1 |           |
| Sergi Arola    | Barcelona   | 52 años | Chef                                                          |           |

### Participantes
|               |                      | Procedencia            | Edad    | Conocido/a por ser…                           | Programas | Programas | Programas | Programas | Programas | Programas | Programas | Programas | Programas | Programas |
| 1             | 2                    | Procedencia            | Edad    | Conocido/a por ser…                           | 3         | 4         | 5         | 6         | 7         | 8         | 9         | 10        |           |           |
| ------------- | -------------------- | ---------------------- | ------- | --------------------------------------------- | --------- | --------- | --------- | --------- | --------- | --------- | --------- | --------- | --------- | --------- |
| Participantes | Alberto Frigenti     | Talavera de la Reina   | 35 años | Hermano de Miguel Frigenti                    |           |           |           |           |           |           |           |           |           |           |
| Participantes | Alonso Caparrós      | Madrid                 | 49 años | Presentador de TV                             |           |           |           |           |           |           |           |           |           |           |
| Participantes | Anabel Pantoja       | Sevilla                | 33 años | Sobrina de Isabel Pantoja                     |           |           |           |           |           |           |           |           |           |           |
| Participantes | Antonio Montero      | Madrid                 | 56 años | Periodista, escritor y colaborador de TV      |           |           |           |           |           |           |           |           |           |           |
| Participantes | Belén Esteban        | Paracuellos del Jarama | 46 años | Expareja de Jesulín de Ubrique                |           |           |           |           |           |           |           |           |           |           |
| Participantes | Carlos Frigenti      | Talavera de la Reina   | 35 años | Hermano de Miguel Frigenti                    |           |           |           |           |           |           |           |           |           |           |
| Participantes | Chelo García-Cortés  | Orense                 | 68 años | Periodista y colaboradora de TV               |           |           |           |           |           |           |           |           |           |           |
| Participantes | Jorge Javier Vázquez | Badalona               | 49 años | Presentador de TV                             |           |           |           |           |           |           |           |           |           |           |
| Participantes | Kiko Hernández       | Madrid                 | 43 años | Concursante de Gran Hermano 3                 |           |           |           |           |           |           |           |           |           |           |
| Participantes | Kiko Jiménez         | Jaén                   | 28 años | Tronista de MyHyV                             |           |           |           |           |           |           |           |           |           |           |
| Participantes | Kiko Matamoros       | Madrid                 | 63 años | Exrepresentante artístico                     |           |           |           |           |           |           |           |           |           |           |
| Participantes | Lydia Lozano         | Madrid                 | 59 años | Periodista y colaboradora de TV               |           |           |           |           |           |           |           |           |           |           |
| Participantes | María Patiño         | La Coruña              | 48 años | Periodista, presentadora y colaboradora de TV |           |           |           |           |           |           |           |           |           |           |
| Participantes | Marta López          | Zamora                 | 46 años | Concursante de Gran Hermano 2                 |           |           |           |           |           |           |           |           |           |           |
| Participantes | Miguel Frigenti      | Talavera de la Reina   | 32 años | Periodista y colaborador de TV                |           |           |           |           |           |           |           |           |           |           |
| Participantes | Mila Ximénez (†)     | Sevilla                | 68 años | Exmujer de Manolo Santana                     |           |           |           |           |           |           |           |           |           |           |
| Participantes | Rafa Mora            | Sagunto                | 37 años | Tronista de MyHyV                             |           |           |           |           |           |           |           |           |           |           |
| Participantes | Terelu Campos        | Málaga                 | 54 años | Presentadora y colaboradora de TV             |           |           |           |           |           |           |           |           |           |           |
| Participantes | Víctor Sandoval      | Madrid                 | 53 años | Presentador y colaborador de TV               |           |           |           |           |           |           |           |           |           |           |

### Desarrollo
| Programa | Anfitriones                                         | Menú | Menú                                                                        | Menú | Puntuación      | Puntuación      | Puntuación  | Puntuación | Puntuación | Clasificación     |
| Programa | Anfitriones                                         | Primer plato                                                                                               | Segundo plato                                                               | Postre                                                                                                   | Comensales      | Begoña Rodrigo  | Sergi Arola | Audiencia  | Total      | Clasificación     |
| -------- | --------------------------------------------------- | --- | --------------------------------------------------------------------------- | --- | --------------- | --------------- | ----------- | ---------- | ---------- | ----------------- |
| 1        | Kiko Matamoros y Lydia Lozano                       | Ensalada de espinacas con tomates cherri, nueces, aguacate y aliño de miel, acompañada de ajoblanco        | Lubina con guarnición de khao pad                                           | Pera al vino                                                                                             | 49 (media: 7)   | 6               | 8           | 10         | 31         | 4.os clasificados |
| 2        | Antonio Montero y Mila Ximénez                      | Arroz caldoso de perdiz                                                                                    | Riñoncitos rebozados con mayonesa de mostaza de Dijon acompañado de patatas | Tarta de queso con licor de crema y frutos rojos                                                         | 40 (media: 5,7) | 7               | 8           | 0          | 20,7       | 8.os clasificados |
| 3        | Chelo García-Cortés y María Patiño                  | Pasta fresca blanca gratinada con mantequilla acompañada de crujiente de parmesano                         | Pulpo a la gallega con puré ligero de patata                                | Torrija de horchata con helado de leche merengada                                                        | 55 (media: 7,8) | 5               | 6           | 10         | 28,8       | 5.as clasificadas |
| 4        | Kiko Hernández y Marta López                        | Bisquet de carabineros con nube de naranja                                                                 | Steak tartar con yema acompañado de cocas de aceite                         | Tatin clásica con chantillí de nata y vainilla                                                           | 42 (media: 6)   | 6               | 5           | 0          | 17         | 9.os clasificados |
| 5        | Alonso Caparrós y Anabel Pantoja                    | Lentejas con esferificaciones de chorizo                                                                   | Pollo a la Pantoja con patatas gaufrette                                    | Coulant de chocolate                                                                                     | 39 (media: 5,5) | 9               | 9           | 10         | 33,5       | 3.os clasificados |
| 6        | Belén Esteban y Jorge Javier Vázquez                | Croquetas deconstruidas                                                                                    | Solomillo a la Wellington con flor de puré de patata violeta                | Chocolate con churros deconstruidos                                                                      | 51 (media: 8,5) | 8               | 8           | 10         | 34,5       | 2.os clasificados |
| 7        | Terelu Campos y Víctor Sandoval                     | Ensaladilla rusa invertida de gambas con crujiente de parmesano                                            | Albóndigas de Rape                                                          | Suflé de merengue caramelizado con base de yema quemada y helado de vainilla                             | 53 (media: 8,8) | 10              | 10          | 10         | 38,8       | 1.os clasificados |
| 8        | Kiko Jiménez y Rafa Mora                            | Paella valenciana                                                                                          | Tacos de corvina y gambas con cebolla encurtida y pico de gallo             | Flores manchegas con canela y nata                                                                       | 29 (media: 4,8) | 5               | 4           | 10         | 23,8       | 7.os clasificados |
| 9        | Alberto Frigenti, Carlos Frigenti y Miguel Frigenti | Canelones de champiñón y ternera                                                                           | Careta de cerdo frita con salsa agridulce y flores de alcachofa confitadas  | Milhojas con coulis de fresa acompañado de frutos rojos                                                  | 39 (media: 5,5) | 5               | 5           | 10         | 25,5       | 6.os clasificados |
|          |                                                     | |                                                                             | |                 |                 |             |            |            |                   |
| 10       | Belén Esteban y Jorge Javier Vázquez                | Gazpacho con esferificaciones de pepino, caviar de aceite, espuma de jamón serrano y cristales de pimiento | Chipirones rellenos al gusto con tempura de verduras                        | Copa de melocotón en almíbar relleno de coulis de fresa y nata aromatizada de vainilla (melocotón Melba) |                 |                 |             | 66,63%     |            | Ganadores         |
| 10       | Terelu Campos y Víctor Sandoval                     | Gazpacho con esferificaciones de pepino, caviar de aceite, espuma de jamón serrano y cristales de pimiento | Chipirones rellenos al gusto con tempura de verduras                        | Copa de melocotón en almíbar relleno de coulis de fresa y nata aromatizada de vainilla (melocotón Melba) | 33,37%          | 2.os finalistas |             |            |            |                   |

#### Desglose de las puntuaciones de los comensales
|                          | Alonso | Anabel | Antonio    | Belén | Chelo      | Kiko H. | Kiko M. | Lydia | María | Marta | Mila | Mónica | Rafa | Raquel |
| ------------------------ | ------ | ------ | ---------- | ----- | ---------- | ------- | ------- | ----- | ----- | ----- | ---- | ------ | ---- | ------ |
| Kiko M. y Lydia          | 6      |        | 5          | 7     | 8          |         |         |       | 7     | 9     | 7    |        |      |        |
| Antonio y Mila           | 7      |        |            | 6     | 6          |         | 5       | 5     | 7     | 4     |      |        |      |        |
| Chelo y María            | 8      |        | 10         | 5     |            |         | 10      | 7     |       | 6     | 9    |        |      |        |
| Kiko H. y Marta          | 6      | 5      | [ nota 5 ] | 4     | 7          |         | 8       | 5     | 7     |       |      |        |      |        |
| Alonso y Anabel          |        |        | 8          | 9     | [ nota 5 ] | 1       | 5       | 6     |       | 5     |      |        | 5    |        |
| Belén y Jorge J.         |        | 9      | 8          |       |            | 9       |         | 7     | 10    | 8     |      |        |      |        |
| Terelu y Víctor          |        |        | 9          |       | 9          | 10      | 10      | 7     |       |       |      |        | 8    |        |
| Kiko J. y Rafa           | 5      |        | 6          |       | 4          |         | 2       | 5     |       |       |      |        |      | 7      |
| Alberto, Carlos y Miguel | 6      |        |            | 4     |            |         | 4       | 5     | 5     |       |      | 10     | 5    |        |

### Invitados
|                  | Procedencia | Edad    | Conocido/a por ser…            | Información          | Programas |
| ---------------- | ----------- | ------- | ------------------------------ | -------------------- | --------- |
| Maite Galdeano   | Navarra     | 51 años | Concursante de Gran Hermano 16 | Desde La casa fuerte | 6.º y 8.º |
| María Jesús Ruiz | Andújar     | 37 años | Modelo, Miss España 2004       | Desde La casa fuerte | 6.º       |
| Fani Carbajo     | Madrid      | 36 años | Participante de LIDLT 1        | Desde La casa fuerte | 7.º       |
| Iván González    | Cádiz       | 28 años | Tronista de MyHyV              | Desde La casa fuerte | 7.º       |
| Macarena Millán  | Barcelona   | 27 años | Pareja de Rafa Mora            | Desde La casa fuerte | 8.º       |
| Raquel Mosquera  | Madrid      | 50 años | Viuda de Pedro Carrasco        | -                    | 8.º       |
| Mónica Hoyos     | Callao      | 43 años | Actriz y colaboradora de TV    | -                    | 9.º       |

### Audiencias
| Programa | Fecha               | Anfitriones                                                              | Audiencia         |
| -------- | ------------------- | ------------------------------------------------------------------------ | ----------------- |
| 1        | 22 de mayo de 2020  | Kiko Matamoros y Lydia Lozano                                            | 2 040 000 (15,6%) |
| 2        | 29 de mayo de 2020  | Antonio Montero y Mila Ximénez                                           | 2 032 000 (16,8%) |
| 3        | 5 de junio de 2020  | Chelo García-Cortés y María Patiño                                       | 1 942 000 (16,1%) |
| 4        | 12 de junio de 2020 | Kiko Hernández y Marta López                                             | 2 046 000 (16,6%) |
| 5        | 19 de junio de 2020 | Alonso Caparrós y Anabel Pantoja                                         | 1 832 000 (15,8%) |
| 6        | 26 de junio de 2020 | Belén Esteban y Jorge Javier Vázquez                                     | 1 929 000 (18,3%) |
| 7        | 3 de julio de 2020  | Terelu Campos y Víctor Sandoval                                          | 1 614 000 (16,5%) |
| 8        | 10 de julio de 2020 | Kiko Jiménez y Rafa Mora                                                 | 1 643 000 (17,3%) |
| 9        | 17 de julio de 2020 | Alberto Frigenti, Carlos Frigenti y Miguel Frigenti                      | 1 384 000 (15,0%) |
| 10       | 24 de julio de 2020 | Belén Esteban y Jorge Javier Vázquez vs. Terelu Campos y Víctor Sandoval | 1 472 000 (16,9%) |

## La última cena: Especiales de Navidad (2020)

### Presentadores
|                      | Procedencia         | Edad    | Profesión                 |
| -------------------- | ------------------- | ------- | ------------------------- |
| Jorge Javier Vázquez | Badalona            | 50 años | Presentador y actor       |
| Núria Marín          | Viella y Medio Arán | 39 años | Presentadora y periodista |

### Jurado
| [ 18 ]         | Procedencia | Edad    | Profesión                                                                |
| -------------- | ----------- | ------- | ------------------------------------------------------------------------ |
| Begoña Rodrigo | Chirivella  | 45 años | Chef y propietaria del rte. La Salita, ganadora de Top Chef 1            |
| Miguel Cobo    | Santander   | 37 años | Jefe de cocina y propietario del rte. El Vallés, finalista de Top Chef 1 |

### Participantes
|               |                         | Procedencia | Edad    | Conocido/a por…               | Información       | Programas | Programas |
| Nochebuena    | Nochevieja              | Procedencia | Edad    | Conocido/a por…               | Información       |           |           |
| ------------- | ----------------------- | ----------- | ------- | ----------------------------- | ----------------- | --------- | --------- |
| Participantes | Paz Padilla             | Cádiz       | 51 años | Presentadora de TV y actriz   | Ganadores         |           |           |
| Participantes | Santiago Segura         | Madrid      | 55 años | Cineasta                      | Ganadores         |           |           |
| Participantes | Ágatha Ruiz de la Prada | Madrid      | 60 años | Diseñadora de moda            | Ganadoras         |           |           |
| Participantes | Carlota Corredera       | Vigo        | 46 años | Presentadora de TV            | Ganadoras         |           |           |
| Participantes | María del Monte         | Sevilla     | 58 años | Cantante y presentadora de TV | 2.as clasificadas |           |           |
| Participantes | Toñi Moreno             | Barcelona   | 47 años | Presentadora de TV            | 2.as clasificadas |           |           |
| Participantes | Antonio David Flores    | Málaga      | 45 años | Exmarido de Rocío Carrasco    | 2.os clasificados |           |           |
| Participantes | Amador Mohedano         | Cádiz       | 67 años | Hermano de Rocío Jurado       | 2.os clasificados |           |           |

### Comensales
|                     | Procedencia | Edad    | Conocido/a por…                                    | Nochebuena | Nochevieja |
| ------------------- | ----------- | ------- | -------------------------------------------------- | ---------- | ---------- |
| Alonso Caparrós     | Madrid      | 50 años | Actor y presentador de TV                          |            |            |
| Antonio Montero     | Madrid      | 57 años | Periodista, escritor y colaborador de TV           |            |            |
| Belén Esteban       | Madrid      | 47 años | Colaboradora de TV, expareja de Jesulín de Ubrique |            |            |
| Chelo García-Cortés | Orense      | 69 años | Periodista y colaboradora de TV                    |            |            |
| Kiko Hernández      | Madrid      | 44 años | Empresario, finalista de Gran Hermano 3            |            |            |
| Kiko Matamoros      | Madrid      | 63 años | Exrepresentante artístico                          |            |            |
| Lydia Lozano        | Madrid      | 60 años | Periodista y colaboradora de TV                    |            |            |
| María Patiño        | La Coruña   | 49 años | Periodista, presentadora y colaboradora de TV      |            |            |
| Mila Ximénez        | Sevilla     | 68 años | Periodista, escritora y colaboradora de televisión |            |            |

### Desarrollo
| Programa | Anfitriones                                 | Menú                                | Menú                                                           | Menú                     | Puntuación | Puntuación     | Puntuación  | Puntuación | Clasificación |
| Programa | Anfitriones                                 | Primer plato                        | Segundo plato                                                  | Postre                   | Comensales | Begoña Rodrigo | Miguel Cobo | Total      | Clasificación |
| -------- | ------------------------------------------- | ----------------------------------- | -------------------------------------------------------------- | ------------------------ | ---------- | -------------- | ----------- | ---------- | ------------- |
| 1        | Paz Padilla y Santiago Segura               | Ostras con crema fría               | Pichones rellenos con cebollitas y castañas glaseadas al horno | Tronco de Navidad        | 3 puntos   | 3 puntos       | 3 puntos    | 9 puntos   | Ganadores     |
| 1        | María del Monte y Toñi Moreno               | Ostras con crema fría               | Pichones rellenos con cebollitas y castañas glaseadas al horno | Tronco de Navidad        | 4 puntos   | 0 puntos       | 0 puntos    | 4 puntos   | Subcampeonas  |
| 2        | Ágatha Ruiz de la Prada y Carlota Corredera | Volovanes rellenos de foie al gusto | Lubina a la sal con patatas suflé                              | Reinterpretación de uvas | 5 puntos   | 3 puntos       | 0 puntos    | 8 puntos   | Ganadoras     |
| 2        | Antonio David Flores y Amador Mohedano      | Volovanes rellenos de foie al gusto | Lubina a la sal con patatas suflé                              | Reinterpretación de uvas | 2 puntos   | 0 puntos       | 3 puntos    | 5 puntos   | Subcampeones  |

### Audiencias
| Programa | Fecha                   | Ganadores                                   | Audiencia                         |
| -------- | ----------------------- | ------------------------------------------- | --------------------------------- |
| 1        | 24 de diciembre de 2020 | Paz Padilla y Santiago Segura               | 1 547 000 (11,9%)                 |
| 2        | 31 de diciembre de 2020 | Ágatha Ruiz de la Prada y Carlota Corredera | 1 584 000 (9,1%) 1 236 000 (7,6%) |

## La última cena 2 (2021)

### Presentadores
|                 | Procedencia         | Edad    | Profesión                 | Información           | Programas | Programas | Programas | Programas | Programas | Programas | Programas |
| 1               | Procedencia         | Edad    | Profesión                 | Información           | 2         | 3         | 4         | 5         | 6         | 7         |           |
| --------------- | ------------------- | ------- | ------------------------- | --------------------- | --------- | --------- | --------- | --------- | --------- | --------- | --------- |
| Paz Padilla     | Cádiz               | 51 años | Actriz y presentadora     | Presentadora titular  |           |           |           |           |           |           |           |
| Núria Marín     | Viella y Medio Arán | 39 años | Presentadora y periodista | Presentadora titular  |           |           |           |           |           |           |           |
| Germán González | Cantabria           | 35 años | Guionista y presentador   | Presentador sustituto |           |           |           |           |           |           |           |

### Jurado
|                | Procedencia | Edad    | Conocido/a por…                                                              | Información      | Programas | Programas | Programas | Programas | Programas | Programas | Programas |
| 1              | Procedencia | Edad    | Conocido/a por…                                                              | Información      | 2         | 3         | 4         | 5         | 6         | 7         |           |
| -------------- | ----------- | ------- | ---------------------------------------------------------------------------- | ---------------- | --------- | --------- | --------- | --------- | --------- | --------- | --------- |
| Begoña Rodrigo | Chirivella  | 45 años | Chef y propietaria del rte. La Salita, ganadora de Top Chef 1                | Jurado titular   |           |           |           |           |           |           |           |
| Miguel Cobo    | Santander   | 37 años | Jefe de cocina y propietario del rte. El Vallés, finalista de Top Chef 1     | Jurado titular   |           |           |           |           |           |           |           |
| Pepe Solla     | Poyo        | 54 años | Chef, jefe de cocina y propietario del rte. Casa Solla (1 Estrella Michelín) | Jurado sustituto |           |           |           |           |           |           |           |

### Participantes
| [ 21 ]        | [ 21 ]               | Procedencia | Edad    | Conocido/a por…                        | Programas | Programas | Programas | Programas | Programas | Programas | Programas |
| [ 21 ]        | [ 21 ]               | Procedencia | Edad    | Conocido/a por…                        | 1         | 2         | 3         | 4         | 5         | 6         | 7         |
| ------------- | -------------------- | ----------- | ------- | -------------------------------------- | --------- | --------- | --------- | --------- | --------- | --------- | --------- |
| Participantes | Alba Carrillo        | Madrid      | 35 años | Modelo y colaboradora de TV            |           |           |           |           |           |           |           |
| Participantes | Asraf Beno           | Ceuta       | 25 años | Modelo, Míster Universo Mundial 2018   |           |           |           |           |           |           |           |
| Participantes | Carmen Borrego       | Málaga      | 54 años | Directora y colaboradora de TV         |           |           |           |           |           |           |           |
| Participantes | Cristina Cifuentes   | Madrid      | 57 años | Expresidenta de la Comunidad de Madrid |           |           |           |           |           |           |           |
| Participantes | Isa Pantoja          | Cádiz       | 25 años | Hija de Isabel Pantoja                 |           |           |           |           |           |           |           |
| Participantes | Kiko Hernández       | Madrid      | 44 años | Finalista de Gran Hermano 3            |           |           |           |           |           |           |           |
| Participantes | Laura Fa             | Barcelona   | 46 años | Periodista y colaboradora de TV        |           |           |           |           |           |           |           |
| Participantes | Lucía Dominguín Bosé | Madrid      | 63 años | Empresaria, hija de Lucía Bosé         |           |           |           |           |           |           |           |
| Participantes | Lucía Pariente       | Madrid      | 58 años | Madre de Alba Carrillo                 |           |           |           |           |           |           |           |
| Participantes | Lydia Lozano         | Madrid      | 60 años | Periodista y colaboradora de TV        |           |           |           |           |           |           |           |
| Participantes | Melyssa Pinto        | Gerona      | 30 años | Participante de LIDLT 2                |           |           |           |           |           |           |           |
| Participantes | Tom Brusse           | Marrakech   | 29 años | Participante de LIDLT 2                |           |           |           |           |           |           |           |

### Desarrollo
| Programa | Anfitriones                               | Menú                                                                   | Menú | Menú | Puntuación       | Puntuación                  | Puntuación  | Puntuación | Puntuación | Clasificación     |
| Programa | Anfitriones                               | Primer plato                                                           | Segundo plato                                                                                            | Postre | Comensales       | Begoña Rodrigo / Pepe Solla | Miguel Cobo | Audiencia  | Total      | Clasificación     |
| -------- | ----------------------------------------- | ---------------------------------------------------------------------- | --- | --- | ---------------- | --------------------------- | ----------- | ---------- | ---------- | ----------------- |
| 1        | Asraf Beno e Isa Pantoja                  | Ceviche de corvina                                                     | Tajine de cordero con guarnición de cous cous                                                            | Tarta nupcial de bizcocho rellena de trufa y cobertura de chocolate blanco                                                                                            | 43 (media: 7,17) | 5                           | 4           | 6          | 22,17      | 5.os clasificados |
| 2        | Carmen Borrego y Kiko Hernández           | Empanada gallega rellena de zamburiñas                                 | Lengua de ternera con cremoso de boniato                                                                 | Leche frita | 46 (media: 7,67) | 7,5                         | 6           | 9          | 30,17      | 2.os clasificados |
| 3        | Alba Carrillo y Lucía Pariente            | Anguila ahumada con hinojo encurtido y puntalette en salsa de cítricos | Reinterpretación del "cocido de Lucía Pariente"                                                          | Profiteroles rellenos | 36 (media: 6)    | 5                           | 5           | 1          | 17         | 6.as clasificadas |
| 4        | Cristina Cifuentes y Lucía Dominguín Bosé | Pasta carbonara a la rueda                                             | Falso chocolate con churros (churros de patata con parmesano y crema de morcilla de cebolla)             | Flan de huevo con hilos de caramelo | 46 (media: 7,67) | 9                           | 8           | 10         | 34,67      | 1.as clasificadas |
| 5        | Melyssa Pinto y Tom Brusse                | Caracoles guisados a la montañesa con estragón y salsa beurre blanc    | Cachopo relleno al gusto y tortos con espuma de Cabrales                                                 | Tartaleta de lemon pie | 48 (media: 8)    | 5                           | 6           | 6          | 25         | 4.os clasificados |
| 6        | Laura Fa y Lydia Lozano                   | Carpaccio de pulpo con emulsión de ajo negro y granizado de salmorejo  | Manitas de cerdo rellenas de hongos, ciruelas, cebolleta y foie acompañadas de calçots con salsa romesco | Trampantojo de fuet y pa amb tomàquet (fuet de ganache de chocolate blanco y almendra, pan de bizcocho esponja de sifón y tomate de mousse de queso cremoso y fresas) | 37 (media: 6,17) | 7                           | 8           | 9          | 30,17      | 2.as clasificadas |
|          |                                           |                                                                        | | |                  |                             |             |            |            |                   |
| 7        | Cristina Cifuentes y Lucía Dominguín Bosé | Tartar con helado y falso caviar                                       | Codorniz rellena con guarnición                                                                          | Mochis con cúpula de chocolate en nido de algodón de azúcar |                  |                             |             | 54%        |            | Ganadoras         |
| 7        | Carmen Borrego y Lydia Lozano             | Tartar con helado y falso caviar                                       | Codorniz rellena con guarnición                                                                          | Mochis con cúpula de chocolate en nido de algodón de azúcar | 46%              | 2.as finalistas             |             |            |            |                   |

#### Desglose de las puntuaciones de los comensales
|                     | Alba | Alejandro | Alonso | Anabel | Ángel | Antonio | Asraf | Carmen | Chelo | Cristina | Isa | Kiko J. | Lucía D. | Lucía P. | Lydia | Makoke | Miguel | Rafa | Sylvia | Tom |
| ------------------- | ---- | --------- | ------ | ------ | ----- | ------- | ----- | ------ | ----- | -------- | --- | ------- | -------- | -------- | ----- | ------ | ------ | ---- | ------ | --- |
| Asraf e Isa         | 9    |           |        |        |       |         |       |        |       | 6        |     | 2       | 8        |          |       |        |        | 10   | 8      |     |
| Carmen y Kiko H.    | 9    |           | 10     |        |       |         |       |        |       | 7        | 6   |         |          | 7        | 7     |        |        |      |        |     |
| Alba y Lucía P.     |      |           |        |        |       |         |       | 1      |       |          | 9   |         | 7        |          | 5     |        | 9      |      |        | 5   |
| Cristina y Lucía D. | 10   |           |        |        | 8     |         |       | 2      | 9     |          |     |         |          |          |       |        |        | 9    |        | 8   |
| Melyssa y Tom       | 8    | 6         |        |        |       | 9       | 10    |        |       | 8        |     |         |          |          |       | 7      |        |      |        |     |
| Laura y Lydia       | 3    |           |        | 8      | 6     |         |       | 4      |       |          | 6   |         |          |          |       |        |        |      | 10     |     |

### Invitados
|                         | Procedencia          | Edad    | Conocido/a por…                   | Información                | Programas | Programas | Programas | Programas | Programas | Programas | Programas |
| 1                       | Procedencia          | Edad    | Conocido/a por…                   | Información                | 2         | 3         | 4         | 5         | 6         | 7         |           |
| ----------------------- | -------------------- | ------- | --------------------------------- | -------------------------- | --------- | --------- | --------- | --------- | --------- | --------- | --------- |
| Pepi Valladares         | Sevilla              | 51 años | Exempleada de Isabel Pantoja      | Desde el Hotel VillaMadrid |           |           |           |           |           |           |           |
| Josep Ferré             | Tarragona            | 51 años | Actor e imitador                  |                            |           |           |           |           |           |           |           |
| Kiko Jiménez            | Jaén                 | 29 años | Expareja de Gloria Camila Ortega  |                            |           |           |           |           |           |           |           |
| Rafa Mora               | Sagunto              | 38 años | Tronista de MYHYV                 |                            |           |           |           |           |           |           |           |
| Sylvia Pantoja          | Sevilla              | 52 años | Cantante, prima de Isabel Pantoja |                            |           |           |           |           |           |           |           |
| Alonso Caparrós         | Madrid               | 50 años | Presentador de TV                 |                            |           |           |           |           |           |           |           |
| Belén Rodríguez         | Madrid               | 54 años | Periodista y colaboradora de TV   | Desde su casa              |           |           |           |           |           |           |           |
| Miguel Frigenti         | Talavera de la Reina | 33 años | Colaborador de TV                 |                            |           |           |           |           |           |           |           |
| Ángel Garó              | Cádiz                | 56 años | Actor y humorista                 |                            |           |           |           |           |           |           |           |
| Chelo García-Cortés     | Orense               | 69 años | Periodista y colaboradora de TV   |                            |           |           |           |           |           |           |           |
| Alejandro Albalá        | Cantabria            | 27 años | Exmarido de Isa Pantoja           |                            |           |           |           |           |           |           |           |
| Antonio Montero         | Madrid               | 58 años | Periodista y paparazzi            |                            |           |           |           |           |           |           |           |
| Makoke                  | Málaga               | 51 años | Modelo, exmujer de Kiko Matamoros |                            |           |           |           |           |           |           |           |
| Anabel Pantoja          | Sevilla              | 35 años | Sobrina de Isabel Pantoja         |                            |           |           |           |           |           |           |           |
| Ágatha Ruiz de la Prada | Madrid               | 61 años | Diseñadora de moda y aristócrata  |                            |           |           |           |           |           |           |           |
| Belén Esteban           | Madrid               | 47 años | Expareja de Jesulín de Ubrique    |                            |           |           |           |           |           |           |           |
| Fabiola Martínez        | Maracaibo            | 48 años | Exmujer de Bertín Osborne         |                            |           |           |           |           |           |           |           |

### Audiencias
| Programa | Fecha                   | Anfitriones                                                                 | Audiencia         |
| -------- | ----------------------- | --------------------------------------------------------------------------- | ----------------- |
| 1        | 22 de julio de 2021     | Asraf Beno e Isa Pantoja                                                    | 1 105 000 (15,7%) |
| 2        | 29 de julio de 2021     | Carmen Borrego y Kiko Hernández                                             | 1 070 000 (13,7%) |
| 3        | 5 de agosto de 2021     | Alba Carrillo y Lucía Pariente                                              | 845 000 (12,4%)   |
| 4        | 12 de agosto de 2021    | Cristina Cifuentes y Lucía Dominguín Bosé                                   | 815 000 (13,1%)   |
| 5        | 19 de agosto de 2021    | Melyssa Pinto y Tom Brusse                                                  | 870 000 (13,4%)   |
| 6        | 26 de agosto de 2021    | Laura Fa y Lydia Lozano                                                     | 841 000 (13,0%)   |
| 7        | 2 de septiembre de 2021 | Carmen Borrego y Lydia Lozano vs. Cristina Cifuentes y Lucía Dominguín Bosé | 904 000 (12,9%)   |

## Palmarés

### Ediciones deLa última cena
| Edición                   | Fecha | Ganadores                               | Subcampeones                  |
| ------------------------- | ----- | --------------------------------------- | ----------------------------- |
| [ LUC1 ] La última cena 1 | 2020  | Belén Esteban Jorge Javier Vázquez      | Terelu Campos Víctor Sandoval |
| [ LUC2 ] La última cena 2 | 2021  | Cristina Cifuentes Lucía Dominguín Bosé | Carmen Borrego Lydia Lozano   |

### Especiales deLa última cena
| Edición                             | Fecha | Ganadores                                 | Subcampeones                         |
| ----------------------------------- | ----- | ----------------------------------------- | ------------------------------------ |
| La última cena: Especial Nochebuena | 2020  | Paz Padilla Santiago Segura               | María del Monte Toñi Moreno          |
| La última cena: Especial Nochevieja | 2020  | Ágatha Ruiz de la Prada Carlota Corredera | Antonio David Flores Amador Mohedano |

## Audiencias

### Ediciones deLa última cena
| Edición                 | Cadena    | Programas | Espectadores | Cuota de pantalla | Gran final        |
| ----------------------- | --------- | --------- | ------------ | ----------------- | ----------------- |
| La última cena (2020)   | Telecinco | 10        | 1 793 000    | 16,5%             | 1 472 000 (16,9%) |
| La última cena 2 (2021) | Telecinco | 7         | 921 000      | 13,5%             | 904 000 (12,9%)   |

### Especiales deLa última cena
| Edición                                  | Cadena    | Espectadores | Cuota de pantalla |
| ---------------------------------------- | --------- | ------------ | ----------------- |
| La última cena: Especial Nochebuena 2020 | Telecinco | 1 547 000    | 11,9%             |
| La última cena: Especial Nochevieja 2020 | Telecinco | 1 410 000    | 8,4%              |